# Эстетика
Эсте́тика (от др.-греч. αἴσθησις — «чувство, чувственное восприятие») — философское учение о сущности и формах прекрасного в художественном творчестве, в природе и в жизни, об искусстве как особой форме общественного сознания.
Согласно А. Ф. Лосеву, предметом эстетики является выразительная форма, к какой бы области действительности она ни относилась. В этом понимании предмета эстетики Лосев следовал итальянскому интеллектуалу Бенедетто Кроче. Лосев отмечал, что практически каждая область общественной жизни может стать источником эстетики, которая впитывает и концентрирует специфику любой социально-исторической конкретики.
Согласно В. В. Бычкову, эстетика (от др.-греч. αἰσθάνομαι — «чувствовать»; αἰσθητικός — «воспринимаемый чувствами») — наука о неутилитарном созерцательном или творческом отношении человека к действительности, изучающая специфический опыт её освоения, в процессе и в результате которого человек ощущает, чувствует, переживает в состояниях духовно-чувственной эйфории, восторга, неописуемой радости, блаженства, катарсиса, экстаза, духовного наслаждения свою органическую причастность к Универсуму в единстве его духовно-материальных основ, свою сущностную нераздельность с ним, а часто и конкретнее — с его духовной Первопричиной, для верующих — с Богом. Термин «эстетика» употребляется в современной научной литературе и в обиходе и в ином смысле — для обозначения эстетической составляющей культуры и её эстетических компонентов. В этом смысле говорят об эстетике поведения, деятельности, спорта, обряда, ритуала, какого-либо объекта и т. п. Главные категории эстетики: прекрасное, безобразное, возвышенное, низменное, трагическое, комическое, величественное, ужасное.

## Этимология
Слово «эстетика» произошло от греческого αἰσθητικός (означающее чувственность, разумное чувствование, нечто относящееся к чувственному восприятию), которое, в свою очередь, произошло от αἰσθάνομαι (означавшее «я воспринимаю, чувствую, ощущаю»). Термин «эстетика» был введён и обрёл своё нынешнее значение немецким философом Александром Баумгартеном в его диссертации «Mediationes philosophicae de nonnullis ad poema pertinentibus» в 1735 году. Однако его более позднее определение в «Эстетике» (1750) считается первым определением, которое относится и к современной эстетике.

## Эстетические категории
По мнению некоторых авторов, существует пять пар эстетических категорий:
- прекрасное — безобразное;
- возвышенное — низменное;
- трагическое — комическое (юмор, ирония, сатира), ослабленной формой трагического может считаться драматическое[9];
- поэтическое — прозаическое;
- глубокое — поверхностное.

В учебнике «Эстетика» В. Ю. Лебедева и А. М. Прилуцкого выделены следующие эстетические категории:
- гармония;
- мера;
- прекрасное;
- изящное;
- возвышенное;
- трагическое;
- безобразное;
- низменное;
- убогое и омерзительное;
- комическое.

Некоторыми выделяется категория героического. По одной версии, она является проекцией возвышенного в общественной жизни, по другой — проекцией трагического, которая, в свою очередь, оказывается формой выражения возвышенного. Равным образом, безобразное может оказываться низменным и комическим (см. определение Аристотеля: «смешное есть подражание безобразному»), тогда как возвышенное и прекрасное обыкновенно не смешиваются.

## Эстетические суждения
Эстетика изучает нашу эмоциональную реакцию на объект или явление. Суждения об эстетической ценности зависят от нашей способности к глубоким чувствам и переживаниям. Однако эстетические суждения обычно выходят за рамки сенсорного различения.
По мнению Дэвида Юма, тонкий вкус — это не только способность ощущать в смеси дробных частиц каждую частицу в отдельности во всей её уникальности, но и чувствительность к боли и удовольствию, которые различны для каждого человека (Сочинения в двух томах, 2 том). Таким образом, сенсорное различение неотрывно связано с возможностью получать удовольствие.
Иммануил Кант же считал («Критика способности суждения», 1790), что «наслаждение» является результатом возникновения из ощущения удовольствия, но для суждения о чём-либо как о «прекрасном» должно соблюдаться ещё одно условие: ощущение должно порождать удовольствие путём эмпирического созерцания. Суждения о прекрасном могут быть чувственными, эмоциональными и интеллектуальными одновременно. Кант (1790) заметил о человеке: «если он говорит, что канарское вино приятно, и его поправляют, напоминая, что следовало бы сказать: оно приятно мне, — он легко соглашается», потому что у каждого своё собственное чувство вкуса. «Прекрасное» же отличается от «приятного» тем, что, называя что-то прекрасным, мы требуем того же и от других. Однако таким образом мы говорим о красоте, как если бы она была свойством предмета.
Было замечено, что созерцатели порой выделяют два понимания красоты: эстетика и вкус. Эстетика — это философское понимание красоты. Вкус — это результат изучения и осознания элитарных культурных ценностей, усвоенных через воздействие массовой культуры. Пьер Бурдье исследовал, как элитарное общество определяет эстетические ценности, такие как вкус, и как, в зависимости от класса, культурного происхождения и образования, люди в различной степени подвержены влиянию этих ценностей. Согласно Канту, красота субъективна и универсальна, таким образом, определённые вещи прекрасны для каждого. Владислав Татаркевич («История шести понятий», 2002) выделяет шесть характерных черт искусства: создание прекрасного, воспроизведение действительности, придание формы, экспрессия, оно должно вызывать эстетические переживания и потрясение, будучи чем-то абсолютно новым. Однако, вероятно, никто не сможет соединить все эти дефиниции в одном произведении искусства.
Т. В. Кузнецова среди необходимых условий возникновения эстетического отношения к объекту действительности выделяет

возникновение устойчивых ассоциаций с ценностями, имеющими важный жизненный смысл. Мы любуемся тем, что подспудно связываем с достатком, благородством, физическим совершенством или совершенством конструкций, праздничными ритуалами, и испытываем отвращение к тому, что напоминает о бедности, болезни, несчастьях и т. п. К примеру, подчеркнуто обтекаемые своды автомобиля нравятся нам потому, что вызывают ассоциацию со скоростью и мощью, а косвенно — и с мотивами престижного характера: мощная быстроходная машина говорит о богатстве и высоком социальном положении её владельца.

### Факторы, влияющие на эстетические суждения
Суждения об эстетических ценностях, кажется, затрагивают большое количество других вопросов. Такая реакция как отвращение показывает, что чувственное опознание инстинктивно связано с мимикой и даже поведением, подобным рвотному рефлексу. Как было сказано Чарльзом Дарвином, увидеть каплю супа в бороде человека отвратительно, хотя сами по себе ни сам суп, ни борода отвратительными не являются. Эстетические суждения могут быть связаны с эмоциями или, подобно эмоциям, частично проявляться через физиологические реакции. Например, благоговейный трепет, навеянный возвышенным пейзажем, физиологически проявиться в учащённом сердцебиении и расширении зрачков человека. Физиологическая реакция может, как выразить первоначальный трепет, так и быть его причиной.
Как мы видим, эмоции подчиняются реагированию, признанному культурой. Поэтому эстетика характеризуется «региональными реакциями», что впервые было подтверждено Френсисом Гроузом в его труде «Правила рисования карикатур: с эссе о комической живописи», опубликованном в книге Уильяма Хогарда «Анализ красоты». По этой причине, Френсис Гроуз признан первым критиком, представившим антиуниверсальную эстетику против каждый раз возрождающейся диктатуры «прекрасного». Так называемый «эстетический регионализм» можно рассматривать как политическую позицию, при которой отказываются от любого универсального определения прекрасного, потому что некоторые вещи культура даже не предполагает признать таковыми. Например, возвышенное искусство Эдмунда Берка, обычно определяемое как примитивное, негармоничное искусство, которое противопоставляется «прекрасному», которое, не нуждаясь в формальных утверждениях, будет восприниматься как уродливое.
Точно так же эстетические суждения в некоторой степени могут быть обусловлены культурой. Представители Викторианской эпохи в Британии часто воспринимали африканские скульптуры уродливыми, однако спустя несколько десятилетий представители Эдвардианской эпохи назвали те же самые скульптуры прекрасными. Определение «прекрасного» может быть связано с привлекательностью, или даже сексуальной привлекательностью. Таким образом, суждения об эстетической ценности связаны и с суждениями об экономических, политических или моральных ценностях. Так, в современном мире прекрасной может быть названа Ламборгини, потому что является привлекательной с позиции статуса. Или же наоборот, она может быть для кого-то отталкивающей, так как говорит о чрезмерном потреблении или неуважении моральных ценностей.
На восприятие произведения искусства также влияет и обстановка, в котором оно представляется. Произведение, представленное в классической музейной обстановке, оценивается как более интересное и нравится больше, чем если бы оно было представлено в обстановке стерильной лаборатории. И хотя оценка созерцателя значительно зависит от стиля самого произведения искусства, наиболее важным эффектом для восприятия оказалась именно обстановка. Меньшую важность представляет, в том числе, и подлинность произведения, то есть восприятие не сильно отличается при показе оригинального произведения или же его копии.
Эстетические суждения часто бывают очень детализированными и внутренне противоречивыми. Также эстетические суждения кажутся нам довольно разумными и объясняющими все. Смысл, который мы придаем вещи, во многих случаях являет основой нашей оценки. Современная эстетика утверждает, что ранее в эстетических переживаниях практически не учитывались свобода воли или желание на что-либо или кого-либо. Однако уже многими мыслителям XX века важными представлялись предпочтения и личный выбор. Это мнение уже было высказано Юмом, но также можно ознакомиться с трудом Мэри Мотерсилл «Прекрасное и критическое суждение» в Руководстве Блэкуэлла по эстетике (Peter Kivy, 2004). Таким образом, эстетические суждения могут основываться на ощущениях, эмоциях, мнении разума, воле, желании, предпочтениях, ценностях, неосознаваемых отношениях к объекту, сознательном выборе, воспитании, инстинктах, социальных установках или некоторой комбинации перечисленных факторов, в зависимости от применяемой нами теории.

## Виды и типы эстетического знания
В зависимости от философских и методологических установок авторов, пишущих об эстетике, различают эстетику:
- эмпирическую;
- психологическую;
- формальную;
- нормативную;
- спекулятивную.

В зависимости от характера субъект-объектных отношений различают (В. В. Бычков):
- Эксплицитная эстетика — самостоятельный раздел философии;
- Имплицитная эстетика — полутеоретическое свободное осмысление эстетического опыта внутри других дисциплин.

## История эстетики

### Античная эстетика
Историю эстетики обычно начинают с эпохи античности. Уже пифагорейцы интересовались природой такой фундаментальной эстетической категории как красота, которая отождествлялась с гармонией и числовой пропорцией. Отдельные фрагменты эстетической рефлексии представлены и у других греческих философов, например, у Демокрита, который отметил подражательный характер искусства. Софисты (Горгий) подчеркивали относительность категории прекрасного. Значителен вклад в эстетику Платона, который посвятил этому философскому жанру специальные произведения, например, «Гиппий больший», где впервые отчётливо ставится вопрос «что такое прекрасное?». В диалоге Пир прекрасное ассоциируется с вожделенным, объектом Эроса. В диалоге Ион подчёркивается мистический, иррациональный характер вдохновения как основы искусства, тогда как в «Государстве» основой искусства предстаёт мимесис.
Другим значительным представителем античной эстетики был Аристотель, автор трактата Поэтика. Суммируя сказанное своими предшественниками, он отмечает существенность чувства в постижении прекрасного и катарсиса как результата этого постижения.
Эстетическая тема востребована и у эллинистических философов. Клеанф пишет трактаты «О прекрасных предметах», Хрисипп — «О прекрасном и наслаждении». Цицерон выдвигает идею «декорации» (лат. decorum) как смысла искусства через приближение к совершенству. Также он настаивал на многообразии красоты: мужской красоте (красоте достоинства) он противопоставлял женскую (красота изящества). Определённое развитие пифагорейской эстетики осуществляет Витрувий, когда пишет о соразмерности и целесообразности как ключевых моментах красоты. В работах Псевдо-Лонгина мы находим описание новой эстетической категории — категории возвышенного, смысл которой в восторге и изумлении, которое охватывает человека.
В поздней Античности над проблемами эстетики размышляет Августин, который противопоставляет прекрасное и целесообразное (соответственное). Дионисий Ареопагит пытается усмотреть природу красоты в присутствии света, ибо красота привлекает внимание через блеск и яркость.

### Средневековая эстетика
В Средние века Исидор Севильский различает три вида красоты: благолепное (decorum), благовидное (speciosus) и благообразное (formosus). Одно красиво в движении (грация), другое по виду, а третье — по сути. Понимание искусства как подражания сменяется пониманием искусства как озарения. В византийской эстетике впервые отчётливо ставится вопрос об образе, который уже не копия, символ высшего мира. Гуго Сен-Викторский размышляет над назначением искусства, которое вначале снабжает человека всем необходимым (necessaria), а затем, изощряясь, приводит к пониманию изящного (grata). Фома Аквинский обращает внимание на три стороны красоты: цельность (integritas), соразмерность (consonantia) и непосредственность (claritas).

### Ренессансная эстетика
В эпоху Возрождения эстетика начинает пониматься как элемент гуманистического воспитания (Витторино да Фельтре). Искусство в меру даёт наслаждение (Козимо Раймонди, Лоренцо Валла, Марсилио Фичино), в меру отдохновение, в меру тренирует вкус и чувства. В связи с этим зарождается полемика между неоэпикурейцами и неостоиками, которые выясняли, чего все же больше в искусстве: наслаждения или назидания? Николай Кузанский, продолжая средневековую традицию, отмечает субъективный характер вкуса как суждения о прекрасном. Мир прекрасен, но уродство есть невозможность увидеть прекрасное. Он также впервые понимает искусство как творчество, то есть производство самобытных форм, не имеющих аналогов в природе. Леон Альберти попытался отказаться от представления о красоте как совершенстве через понятие «украшения» (ornamentum), которая дополняет, но не портит красоту. Кроме того, искусство также скрывает безобразное, которое все же имеет место в мире. Леонардо да Винчи сузил понятие красоты до характеристики визуального восприятия, однако, помимо внешней красивости, он ценил и внутреннее содержание (целесообразность). Важную роль в постижении красоты играл контраст через противопоставление с безобразным.

### Новоевропейская эстетика
Английский философ Шефтсбери размышляет о лестнице красоты, куда входит как красота мёртвых форм, так и красота искусства. Красота коренится в природе и связана со здоровьем и гармонией. Шефтсбери была чужда мысль об автономии красоты от добра. Преемник Шефтсбери Хатчесон утверждал, что в основе восприятия красоты лежит именно чувство, а не расчёт разума. Он первым обратил внимание на бескорыстность красоты. Вместе с тем прекрасное есть то, что объективно нравится большому количеству людей. Хатчесон также отметил, что в искусстве имитация может быть прекраснее оригинала. Существенно развивает понятие возвышенного Эдмунд Бёрк. Если прекрасное нравится и расслабляет, то возвышенное нравится, но сопряжено со страхом и ужасом. В этом противопоставлении прекрасного и возвышенного Бёрк предвосхитил эстетику Канта. Дэвид Юм впервые проблематизирует эстетический вкус.
Французская эстетика эпохи Просвещения (Жан Батист Дюбо, Гельвеций) настаивала на тесной связи красоты и чувства. Искусство мыслится как создание прекрасной видимости и компенсация того, чего человек лишён в обычной жизни. Глубокая эстетическая рефлексия содержится в работах Вольтера, который с одной стороны признавал относительность идеи прекрасного, а с другой видел в ней существенный элемент воспитания. Также он отделяет изящество (элегантность) от грациозности и размышляет над соотношением эстетического вкуса и гениальности. Дидро ставит вопрос об идеале красоты, который перечёркивает восприятие искусства как простого подражания.
Эстетика как термин вводится в употребление Баумгартеном в 1754 году для обозначения стратегии исследования чувственного знания. Первоначально понятие «эстетика» предполагало постижение способностей чувственного познания (через искусство, сферу человеческих эмоций, но распространилось не только на произведения искусства, но и на природу, сферу человеческих взаимоотношений). Винкельман на примере античной культуры вводит учение о циклическом развитии искусства, которое проходит древнейшую, высокую, прекрасную и подражательные стадии.
Кант обосновывает невозможность превращения эстетики в науку, заявляя, что она не может быть ничем иным, чем критикой вкуса. Эстетические суждения (вкус) не несут в себе познавательной (и практической) ценности, но лишь фиксируют отношение субъекта к объекту. Подобно Бёрку, он противопоставляет две ключевые эстетические категории — прекрасное и возвышенное, однако различает в последнем математически (звёздное небо) и динамически возвышенное (бушующее море). В немецком романтизме (Шлегель) происходит осмысление иронии как предпосылки творчества. Ирония означает критический подход, лёгкость в работе с материалом и свободу от авторитетов. У Шиллера ирония превращается в бесцельную игру. В связи с этим на первое место выходит категория грации — «красоты в движении». Шиллер противопоставляет наивное (неискушённое) и сентиментальное (изощрённое) искусство. Гёте развивает идею мимезиса, подчёркивая, что подражание развивается в манеру, а манера — в стиль. Также он противопоставляет аллегорию и символ, что в дальнейшем закрепляет Шеллинг. Зольгер впервые выделяет четвёрку эстетических категорий: прекрасное, возвышенное, комическое и трагическое. Именно Зольгер заявляет, что движущей силой искусства является именно фантазия.
Гегель превращает эстетику в философию искусства, которое является одной из трёх ступеней Абсолютного духа, наряду с религией и философией.

### Современная эстетика
Современная эстетика представлена рядом разрозненных направлений. Широко представлена феноменологическая эстетика (Р. Ингарден). Эстетическая проблематика развивалась в рамках марксизма, психоанализа, экзистенциализма и структурализма. Если марксизм ценил в искусстве прежде всего идейность и способность отражать социальные противоречия, то психоанализ обращал внимание на творчество, которое представляло собой сублимацию бессознательного. В структурализме и постструктурализме (Р. Барт) популярность получает семиотический подход к толкованию художественного произведения. В практике постмодернизма ряд фундаментальных категорий эстетики претерпевают существенные трансформационные изменения. Художественный текст созидается в пределах как собственно творчества (стиль, язык), так и комбинаторной философской эстетики (способ мышления).

## Эстетика и философия искусства
Эстетика для художника то же, что и орнитология для птиц.
— Барнетт Ньюман
После Гегеля, для некоторых эстетика является синонимом философии искусства, в то же время, для других здесь имеется значительная разность двух этих, всё же близко стоящих друг от друга, сфер философского знания. На практике же, эстетические суждения отсылают к чувственному созерцанию и/или оценочному выражению по отношению к объекту (не обязательно, что объекту искусства), в то время как художественное суждение ссылается к распознаванию, оценке и критике искусства или его произведения.
Современная эстетика, особенно среди молодых поколений, вообще сужена до понимания простоты и красоты в искусстве.
Философская эстетика говорит не только об искусстве и излагает суждения касательно произведений искусства, но и даёт определение тому, что такое собственно само искусство. Для философии искусство — автономная сущность, потому что искусство имеет дело с чувствами (к слову здесь этимология «эстетики») и искусство свободно от какого-либо политического и/или морального назначения. Отсюда можно сделать вывод, что есть две концепции искусства в эстетике: искусство, как знание; и искусство, как действие. Однако эстетика ближе к эпистемологии, чем к этике.

## Богословская эстетика
Имплицитно богословие красоты (теоэстетику) можно обнаружить у ранних христианских апологетов (Филон Александрийский и Псевдо-Дионисий), также у отцов Церкви Иоанна Дамаскина, Григория Паламы. В католическом богословии интерес к теоэстетике распространился благодаря Фоме Аквинскому и Николаю Кузанскому, которые, являясь приверженцами схоластической традиции, смогли адаптировать под неё корпус «Ареопагитик». Тем самым они, с одной стороны, ввели в западную философию вопрос о богословии красоты, с другой стороны, обогатили проблемное поле имплицитной теоэстетики. Однако, в связи с большим влиянием на последующую западную философию Николая Кузанского, были оттенены результаты православных богословов в области имплицитной теоэстетики. Это обстоятельство, в свою очередь, повлияло на формирование эстетики как отдельной светской философской дисциплины, так как идеи восточного богословия резко контрастировали с рационалистической направленностью как западного богословия, так и западной философии. Также наработки в области имплицитной теоэстетики наблюдаются и в русской религиозной мысли (Ф. Достоевский, Вл. Соловьёв, П. Флоренский, С. Булгаков).
В XX веке теоэстетика входит в эксплицитный модус благодаря католическому богослову Г. Урсу фон Бальтазару. Его значительным трудом в этой области является «Слава Господня. Богословская эстетика». Являясь продолжателем эстетической традиции, Бальтазар предлагает применить категориальный аппарат эстетики (в том числе логики и этики) к Откровению. В то время как в светской эстетике красота перестала занимать центральное место, Бальтазар стремится вернуть его ей, предпочитая при этом употреблять понятие «Слава». Стоит заметить, что, с богословской точки зрения, имеет место не столько возвращение красоты, сколько возвращение самого человека к всегда присутствующей красоте мира, которая является одной из трансценденталий бытия Бога и соответствует Славе Божией. Бальтазар в своём труде «Слава Господня» также говорит о таком понятии, как вкус, трактуя его в соответствии с христианской мыслью и отлично от того, как это делал Кант. Таким образом, можно говорить о двоякой направленности проекта Бальтазара: с одной стороны, он стремится вернуть светскую эстетику к христианскому пониманию красоты, с другой стороны, он формулирует для современного богословия задачу «переоткрытия» эстетического горизонта.
Теоэстетика современного православного богослова Джона Пантелеймона Мануссакиса основывается на принципах, которые обозначил Бальтазар. В своем труде «Бог после метафизики. Богословская эстетика» Мануссакис также отталкивается от достижений философии, в том числе современной феноменологии (например, трудов Жана-Люка Мариона), и показывает, что именно эстетическая установка должна являться отправной точкой для современного богословия. «Эстетика при этом понимается им не в духе Александра Баумгартена, а в своем изначальном греческом смысле — как умение воспринимать через посредство чувственного опыта. Задача богословской эстетики — дать представление о личном Боге исходя из реальности его воплощения». При этом в теоэстетике реальность и Бог раскрываются в трех горизонтах, а именно: видение, слышание, осязание.
Другим значительным мыслителем в области теоэстетики является Дэвид Бентли Харт. Главным его трудом по богословской эстетике является монография «Красота бесконечного. Эстетика христианской истины». Отношение Харта к светской философии (главным образом, философии постмодернизма) более критично, чем Бальтазара. Теоэстетика, с точки зрения Харта, способна вывести богословие из ситуации кризиса, в которой оно находится из-за преобладания постмодернистского дискурса. Этой цели теоэстетика способна достичь путём реабилитации красоты в современном мире. В связи с полемикой в отношении философии Харт избирает для своей работы хвалебный тон и риторическую форму, которые были присущи отцам Церкви. Поэтому Харт редко прибегает к рациональным формулам, способным объяснить Откровение, но придерживается принципа аналогии, согласно которому реальность есть проявление Бога и его совершенства.
Теоэстетика является не столько отдельной от богословия дисциплиной, сколько непосредственно самим богословием, делающим акцент на первенстве красоты. Открытие эстетического горизонта в современном богословии, по мнению самих мыслителей богословской эстетики, — это ответ на забвение реальности и красоты в дискурсе постмодернистской философии. Теоэстетика не ставит перед собой задачу рационального осмысления реальности, но выражает опыт встречи с реальностью как откровением Божественной красоты и любви.